# Kevin Constant
Kevin Constant (Fréjus, Francia, 10 de mayo de 1987) es un exfutbolista internacional guineano nacido en Francia que jugaba de volante. Fue el primer guineano en jugar en el A.C. Milan.
En enero de 2020 anunció su retirada como futbolista profesional tras varios meses estando sin equipo.

## Selección nacional
Su padre es francés de Guadalupe y su madre es de Guinea. Podía jugar para Francia o Guinea en competiciones de la FIFA, o para Guadalupe en el ámbito de la CONCACAF.
Ha sido internacional con la selección de fútbol de Guinea, ha jugado 27 partidos internacionales y ha anotado 5 goles.

## Clubes
(enlace roto disponible en Internet Archive; véase el historial, la primera versión y la última).
| Club                       | País    | Año       |
| -------------------------- | ------- | --------- |
| Toulouse FC                | Francia | 2006-2008 |
| LB Châteauroux             | Francia | 2008-2010 |
| AC Chievo                  | Italia  | 2010-2011 |
| Genoa CFC                  | Italia  | 2011-2012 |
| AC Milan                   | Italia  | 2012-2014 |
| Trabzonspor                | Turquía | 2014-2015 |
| Bologna Football Club 1909 | Italia  | 2016-2017 |
| FC Sion                    | Suiza   | 2017-2018 |
| Tractor Sazi FC            | Irán    | 2019      |